# Enzym-gekoppelte Rezeptoren
Bei Enzym-gekoppelten Rezeptoren handelt es sich um Transmembranproteine und einen Rezeptortyp, der nach Bindung eines Liganden eine Signaltransduktion einleitet.

## Eigenschaften
Enzym-gekoppelte Rezeptoren sind einer der drei Haupttypen von Rezeptoren neben Ionenkanal-gekoppelten Rezeptoren und G-Protein-gekoppelten Rezeptoren. Die Enzym-gekoppelten Rezeptoren werden weiter in verschiedene Subtypen unterteilt.

## Rezeptor-Tyrosinkinasen
Die Rezeptor-Tyrosinkinasen (RTKs) sind an die Zellmembran gebundene Rezeptoren, die meistens eine transmembrane α-Helix besitzen. Die Bindung eines Liganden aktiviert die intrazellulär gelegene Tyrosinkinase-Domäne, die danach unter ATP-Hydrolyse Phosphatgruppen auf Tyrosin-Reste überträgt. Meistens erfolgt eine Dimerisierung oder Oligomerisierung (bzw. eine Reorientierung des Rezeptors bei bereits oligomeren Proteinen), die den Rezeptoren erlaubt, sich gegenseitig zu phosphorylisieren (Autophosphorylisierung). Dieser Prozess wird hauptsächlich für die Signalweiterleitung verantwortlich gemacht.
 
Beispiele für Liganden (bzw. Signaltransduktionswege oder Proteinaktivierungen), die über eine Rezeptor-Tyrosinkinase verlaufen:
- Insulin (Ligand)
- EGF (Ligand)
- PDGF (Ligand)
- FGF (Ligand)
- VEGF (Ligand)
- MAP-Kinase-Weg (Signalweg)
- Ras (aktiviertes Protein)
- PI 3-Kinase (aktiviertes Protein)

## Tyrosinkinase-gekoppelte Rezeptoren
Die Tyrosinkinase-gekoppelten Rezeptoren üben ihre Signalaktivität indirekt aus. Sie rekrutieren im Cytoplasma gelöste Tyrosinkinasen, die dann nach Ligandenbindung des Rezeptors zahlreiche weitere Proteine phosphorylieren. Diese Rezeptoren funktionieren ähnlich wie die Rezeptor-Tyrosinkinasen, außer dass die Kinase-Domäne nicht am Rezeptor selber ist, sondern an einem nicht kovalent gebundenen externen Protein.
Beispiele für Liganden (bzw. Signaltransduktionswege oder Proteinaktivierungen), die über eine Tyrosinkinase-gekoppelte Rezeptoren verlaufen:
- Integrine (Ligand) rekrutieren FAK
- c-Src assoziieren mit den Tyrosinkinase-gekoppelten Rezeptoren
- JAK-STAT-Signalweg (Signalweg), wodurch z. B. IL-3, α- und γ-Interferone und Prolactin wirken

## Tyrosin-Phosphatasen
Tyrosin-Phosphatasen können ebenfalls als transmembrane Rezeptoren wirken und spielen z. B. eine wichtige Rolle bei der Aktivierung der T- und B-Lymphozyten durch das CD45-Protein oder bei der Deaktivierung der JAK/STAT-Antwort durch SHP 1 und 2. Teilweise üben sie ihre Rolle bei der Aktivierung eines Signalweges dadurch aus, dass sie durch den Liganden deaktiviert werden und so nicht mehr hemmend auf den Signalweg einwirken. Dies kann auch zusammen mit den Tyrosinkinasen geschehen, die bei Aktivierung mehr Phosphatgruppen an ein bestimmtes Protein anhängen, währenddessen die Tyrosinphosphatasen weniger Phosphatgruppen abspalten, was insgesamt in einer noch stärkeren Aktivierung mündet.

## Rezeptor-Serin/Threoninkinasen
Die Rezeptor-Serin/Threoninkinasen sind hauptsächlich in dem TGF-Signalweg aktiv, der durch die Wachstumsfaktoren der TGF-β-Familie stimuliert wird. Es können zwei Arten von Rezeptor Serin/Threoninkinasen unterschieden werden (Typ I und Typ II), wobei der Ligand immer zuerst den Typ-II-Rezeptor bindet, der danach mit einem Typ-I-Rezeptor ein Heterodimer bildet und das Signal weiterleitet (u. a. werden Smad-Proteine aktiviert).

## Rezeptor-Guanylyl-Cyclasen
Die Rezeptor-Guanylyl-Cyclasen (siehe auch: Guanylylcyclase) haben eine Guanylyl-Domäne und produzieren nach ihrer Aktivierung cyclisches GMP, das als second messenger wirkt. Dieses wiederum aktiviert die cGMP-abhängige Proteinkinase (PKG) die weiter Proteine phosphoryliert und so das Signal weiterleitet. Liganden sind unter anderem natriuretische Peptide (ANP und BNP), die bei der Regulation des Blutdruckes eine Rolle spielen.

## Histidinkinase-gekoppelte Rezeptoren
Histidinkinase-gekoppelte Rezeptoren (siehe auch: Histidinkinase) werden vor allem bei Pflanzen und Bakterien gefunden, jedoch nicht bei Tieren. Sie spielen eine wichtige Rolle bei der Chemotaxis und helfen den Bakterien, in eine einheitliche Richtung zu schwimmen.

## Auf der Proteolyse beruhende Signalwege
Signalwege, die auf der Proteolyse (Zerschneiden von Proteinen) beruhen, sind vielfältig und spielen vor allem in der Embryogenese und bei der Krebsentstehung eine Rolle. Wichtige Vertreter sind:
- Notch-Signalweg
- Wnt-Signalweg
- Hedgehog-Signalweg
- NF-κB-Signalweg